# Розрив стосунків
Розри́в стосу́нків, або ж розстава́ння — це припинення інтимних стосунків з будь-яких причин, окрім смерті. На сленгу зазвичай вживають вислів «кинути [когось]», коли воно ініційоване одним з партнерів. Термін майже не застосовується до подружніх пар, де розставання зазвичай називається проживанням нарізно або розлученням. Коли розпадається заручена пара, то, як правило, це називається «розірвати заручини».
Сьюзі Орбах (1992) стверджувала, що розпад стосунків рівня залицяння і співжиття може бути настільки ж або більш болючим ніж розлучення, тому що ці позашлюбні стосунки соціально впізнавані.

## Моделі
Кілька психологічних моделей запропоновані для пояснення процесу розриву стосунків.

### Етапи, що ведуть до розриву
Багато хто припускає, що 'розпад відносин відбувається поетапно'.
L. Lee пропонує п'ять стадій, які приводять до розставання.
1. 'Незадоволеність'  - у одного або обох партнерів зростає невдоволення стосунками
2. 'Експозиція'  - обом партнерам взаємно стає відомо про проблеми у відносинах
3. 'Переговори'  - обидва партнери намагаються узгодити рішення проблем
4. 'Резолюція і трансформація'  - обидва партнера застосовують результат їхніх переговорів
5. 'Припинення'  - провал виправлення проблем по запропонованої резолюції і не прийняття або не застосування подальших рішень

### Цикл розриву
Стів Дак (Steve Duck) окреслює шестиступеневий цикл розриву відносин, що включає
1. 'Незадоволеність'  у відносинах
2. 'Соціальна самоізоляція'
3. 'Обговорення'  причин невдоволення
4. 'Публічне розголошення'
5. 'Впорядкування'  спогадів
6. 'Відновлення'  почуття власної соціальної значущості

### Фактори, що прогнозують розрив до шлюбу
Рубін Хілл (Hill, Rubin) і Летита Пеплау (Peplau Letita) визначили 5 факторів, які прогнозують розпад до шлюбу:
1. 'Неспівмірна участь'  у стосунках
2. 'Різниця у віці'
3. 'Освітні прагнення'
4. 'Рівень інтелекту'
5. 'Фізична привабливість'

## Uncoupling theory
У 1976 році соціолог Діана Воган (Diane Vaughan) запропонувала «теорію роз'єднання (uncoupling theory)», в якій існує «поворотний момент» в динаміці розриву відносин — 'певний момент, коли вони «знали, що відносини закінчені», коли "все померло всередині "'- наступний за перехідним періодом, у якому один з партнерів підсвідомо знає, що відносини йдуть до кінця, але утримує їх протягом тривалого періоду, навіть протягом багатьох років.

## Фази горя
Сюзан Елліотт (Susan J. Elliott), психотерапевт, допомагає впоратися з втратою близької людини (grief counselor) і експерт з розставань, пише, що емоції горя після розставання, по суті, такі ж, як за будь-яких інших сумних процесів. На її дослідженні відбилося те, що Рафаель Беверлі (Beverley Raphael) порівнював процес горя як «фази», а не «стадії». Елліотт, яка широко досліджувала горе, пише, що фази горя від розставання це «Шок і Невіра», «Перевірка і Хворобливе залишання» і «Реорганізація, Інтеграція, і Прийняття». Будь-яка з цих трьох фаз може бути пропущена, може повторюватися або може бути переставлена в залежності від ситуації і особистості.

## Статистика
Згідно з дослідженням Джона Фетта, в проведеними eNation, виявилось, що майже третина всіх американців пережили розриви протягом останніх десяти років. Він також виявив, що чим молодша людина, тим більше шансів, що вона зазнав більше одного розриву стосунків за останнє десятиліття. Передбачається, що це через те що молоді люди зустрічаються та створюють стосунки більш активно, ніж старші покоління.

## Зцілення
Залежно від емоційної прихильності, зцілення після розпаду може бути тривалим процесом з кількома етапами, які можуть включати: передбачення достатнього часу для відновлення, поліпшення внутрішньоособистісних відносин і, нарешті, знаходження мотивації, необхідної для викидання з голови розставання як такого.